# 드림 스트리트
드림 스트리트(Dream Street)는 미국의 보이밴드이다.